# Benigna av Wrocław
Benigna av Wrocław, död 1241, var en polsk katolsk nunna ur cisterciensnorden. 
Hon avled enligt traditionen då hon försvarade sig mot våldtäkt under den mongoliska invasionen i Polen. 
Hon betraktas som helgon och jungfru inom katolska kyrkan. 